# Johann Friedrich Macrander

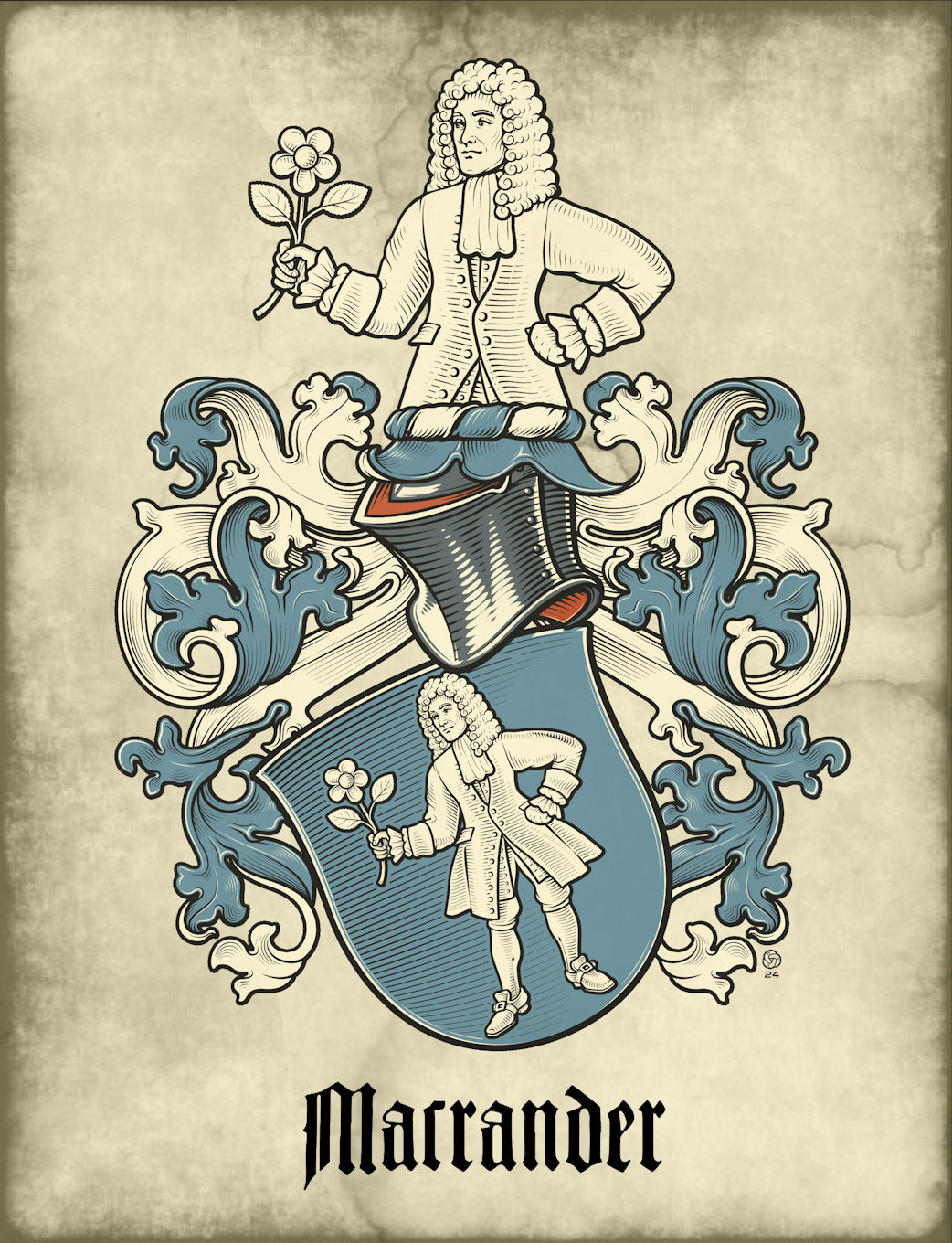
Wappen von Johann Friedrich Macrander

Johann Friedrich Macrander (* 11. November 1661 in Garbenheim; † 15. Januar 1741 in Frankfurt am Main) war ein deutscher Orgelbauer.

## Leben und Werk
Johann Friedrich Macrander wurde 1661 als Sohn von Johannes Macrander und Enkel von Arnold Langemann (gräzisiert = Macrander) geboren. An die Schreinerlehre 1677–1680 in Gießen bei Eberhard Bauerbach schlossen sich Wanderjahre in Frankfurt am Main, Mainz, Würzburg und Nürnberg an. Anschließend folgte er seinem Bruder, dem Bildhauer Johann Philipp Macrander, nach Nördlingen, wo er 1684–1688 den Orgelbau bei Paul Prescher erlernte. In den folgenden beiden Jahren baute er mit diesem die Orgeln in Wemding und Schwäbisch Gmünd. Aufschluss über seine Lehr- und Wanderjahre bietet eine familiengeschichtliche Chronik, die Macrander 1707 anlegte. Sie reicht bis 1599 zurück und wurde von seinem Sohn und Nachfolger Philipp Wilhelm Macrander (1705–1764) fortgeführt. Nach Arbeiten für die collegia musices im Jahr 1690 folgte der erste Orgelneubau in Basel. Orgelreparaturen werden in Pruntrut (1693) und im Elsass (Abteikirche Murbach und Rouffach, 1693–1694) vermutet. Etwa 1695 ließ sich Macrander wohl wieder in seiner Heimatstadt Wetzlar nieder. Im Jahr 1700 zog er nach Frankfurt am Main. Dort war ihm 1705–1709 die Pflege der Orgeln in den Frankfurter evangelischen Kirchen übertragen; zu einem Orgelneubau in Frankfurt kam es nicht.
Macrander heiratete im Jahr 1702 die Pfarrerstochter Anna Veronica Moos in Miehlen. Aus der Ehe ging am 19. September 1703 Johann Jacob hervor, der ab 1724 in Gießen Theologie studierte und am 3. September 1738 Maria Katharina geb. Heintzenberger heiratete. Der zweite Sohn Philipp Wilhelm (* 10. Juli 1705; † 5. Juli 1764) erlernte den väterlichen Beruf und vertiefte seine Kenntnisse bei Christian Müller in Amsterdam, vermutlich bei Joachim Richborn in Hamburg und bei Christian Vater in Hannover. Philipp Wilhelm unterstützte den Vater ab etwa 1719, schuf selbst aber nur einen Neubau in der Wilhelmskirche in Nauheim im Jahr 1743 (möglicherweise noch 1733 in Schornsheim). Seine Mutter starb am 31. März 1707 am Kindbettfieber. Der Witwer heiratete am 13. Oktober 1710 Johanna Stup[p]lin geb. Hesse, die Witwe des Kantors und Rechenmeisters an der Katharinenkirche.

## Werk
Macrander baute bis auf das frühe Werk in der Peterskirche Basel, das über ein Rückpositiv verfügte, ausschließlich etwa 30 kleine Orgeln mit einem Manual (CD–c3). Das meist hinterständig aufgestellte Pedal mit geringem Umfang hat in der Regel die beiden Register Subbass 16′ und Prinzipal 8′ und ist nur selten angehängt. Stilistisch sind seine Werke süddeutsch und konservativ geprägt. Zumindest, als er noch keine feste Werkstatt hatte, baute Macrander handwerklich nicht immer auf höchstem Niveau, sodass seine Orgeln meist nach einigen Jahrzehnten ersetzt wurden. Neben den Prospekten in Altenstadt (1712, inkl. Prospektpfeifen) und Mommenheim (1731) sind nur noch die Instrumente in Springen und Limbach (beide von 1710) in umgebauter Form erhalten. Abgesehen von seinen frühen Arbeiten in der Schweiz und im Elsass erstreckt sich sein recht großer Wirkungskreis auf Rheinhessen, die Pfalz und das südliche Hessen bis hinauf ins Lahngebiet. Seine Orgeln weisen im vollständig ausgebauten Prinzipalchor neben der Mixtur nicht selten eine Zimbel auf, die aber nicht hochliegend ist. Zungenregister kommen nur vereinzelt zum Einsatz. Die Prospekte sind fünfachsig gegliedert; der runde Mittelturm wird von zwei Flachfeldern flankiert, die zu den Spitztürmen vermitteln. Nur in Rödelheim ist die Form der Türme umgekehrt. Kennzeichnend für Macrander sind die herausnehmbaren Vorsatzbretter mit konsolförmigen Ansätzen unterhalb der Pfeifenfelder, die von den Lisenen unterbrochen werden.

## Werkliste
In der fünften Spalte bezeichnet die römische Zahl die Anzahl der Manuale, ein großes „P“ ein selbstständiges Pedal, ein kleines „p“ ein nur angehängtes Pedal und die arabische Zahl in der vorletzten Spalte die Anzahl der klingenden Register.
| Jahr                   | Ort                  | Gebäude                | Bild | Manuale | Register | Bemerkungen |
| ---------------------- | -------------------- | ---------------------- | ---- | ------- | -------- | --- |
| um 1691                | Basel                | Theodorskirche         |      | I/P     | 9        | nicht gesichert; 1770 durch Johann Andreas Silbermann ersetzt                                                    |
| 1692                   | Basel                | Peterskirche           |      | II/P    | 17       | nicht gesichert; bereits 1711/1712 durch Andreas Silbermann ersetzt                                              |
| 1698                   | Kloster Gottesthal   | Klosterkirche          |      | I/p     | 8        | im Zuge der Aufhebung des Klosters nach Bleidenstadt überführt, wo der Prospekt erhalten ist                     |
| 1699                   | Wetzlar              | Hospitalkirche         |      | I/p     | 8        | nicht erhalten                                                                                                   |
| 1699                   | Mainz                | St. Ignaz              |      | I/P     | 11       | 1759 abgelegt |
| 1702–1703              | Landau in der Pfalz  | Stiftskirche           |      | I/P     |          | 1772 ersetzt |
| 1703                   | Diez                 | St. Maria              |      | I/P     |          | nicht erhalten                                                                                                   |
| 1706                   | Erbenheim            | Pauluskirche           |      |         |          | 1790 ersetzt |
| 1705–1707              | Partenheim           | Ev. Kirche             |      | I/P     | 10       | 1781 nach Undenheim verkauft und 1901 ersetzt                                                                    |
| 1706–1707              | Annweiler am Trifels | Protestantische Kirche |      | I/P     | 11       | 1786 ergänzt (oder ersetzt), 1803 vandaliert und verkauft, 1844 abgelegt                                         |
| 1707–1708              | Bad Bergzabern       | Marktkirche            |      | I/P     |          | 1754/1755 umgebaut, 1897 ersetzt                                                                                 |
| 1708                   | Otterberg            | Abteikirche            |      |         |          | 1931 ersetzt |
| 1708–1710              | Wiesbaden            | Mauritiuskirche        |      | I/P     | 11       | 1804 nach Limbach verkauft und neues Pedalwerk gebaut; dort erhalten                                             |
| 1710                   | Rödelheim            | St. Cyriakus           |      | I/P     | 10       | 1872 nach Springen umgesetzt; dort teilweise erhalten                                                            |
| 1710                   | Egelsbach            | Evangelische Kirche    |      | I/p     | 9        | später Pedalwerk ergänzt (I/P/12), 1792 ersetzt                                                                  |
| 1712                   | Altenstadt           | St. Nikolai            |      | I/P     | 11       | 1910 Neubau durch Heinrich Bechstein hinter barockem Prospekt, der außen um zwei Pfeifenfelder verbreitert wurde |
| 1712                   | Lindheim             | Ev. Kirche             |      |         |          | 1808 ersetzt |
| 1712–1715              | Mannheim             | St. Sebastian          |      | I/P     |          | 1876 versteigert                                                                                                 |
| 1716–1720              | Weilbach             | Ev. Kirche             |      | I/P     | 12 ?     | 1845 ersetzt |
| zwischen 1717 und 1720 | Kloster Engelthal    | Klosterkirche          |      | I/P     | 10       | Die heutige Orgel von 1768, die eingreifend verändert wurde, geht nicht auf Macrander zurück.                    |
| 1718–1720              | Wiesbaden-Biebrich   | Hauptkirche            |      | I/P     | 12       | 1883 ersetzt unter Verwendung von Pfeifenmaterial von Macrander                                                  |
| 1720                   | Münzenberg           | Evangelische Kirche    |      | I/P     | 10       | 1897 durch Giengener Orgelmanufaktur Gebr. Link ersetzt; nicht erhalten                                          |
| 1726                   | Ober-Eschbach        | Reformierte Kirche     |      | I/P     | 9        | zusammen mit seinem Sohn; 1910 abgelegt                                                                          |
| 1729                   | Dörnigheim           | Evangelische Kirche    |      |         |          | nicht erhalten                                                                                                   |
| 1726–1731              | Mommenheim           | Evangelische Kirche    |      | I/P     | 12 ?     | zusammen mit seinem Sohn; 1906 ersetzt, Prospekt erhalten                                                        |
| um 1731                | Oppenheim            | Katharinenkirche       |      |         |          | 1871 ersetzt |
| 1731                   | Holzappel            | Evangelische Kirche    |      | I/p     | 8        | 1845 verkauft und spätestens 1876 ersetzt                                                                        |
| 1732                   | Nierstein            | Martinskirche          |      | I/P     | 11       | 1896 ersetzt |
| 1734–1737              | Nastätten            | Kreuzkapelle           |      | I/P     | 10 ?     | 1860 ersetzt |

Möglicherweise geht auch die Orgel der Marienkirche in Kloster Marienschloss in Rockenberg auf Macrander zurück.